# شعله جنگل
شعله جنگل (نام علمی: Ixora) نام یک سرده از زیرخانواده روناسیان ایگزوروئیدائه است.

## نگارخانه

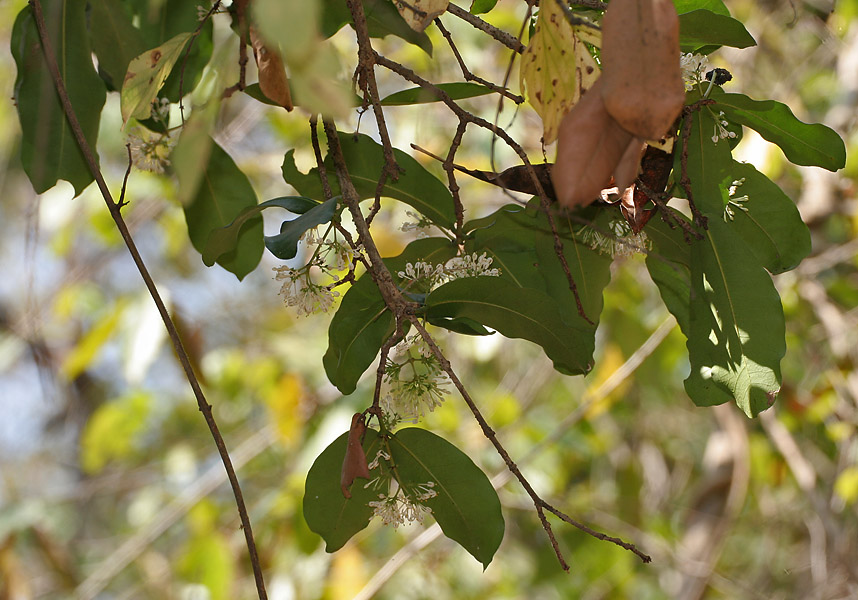
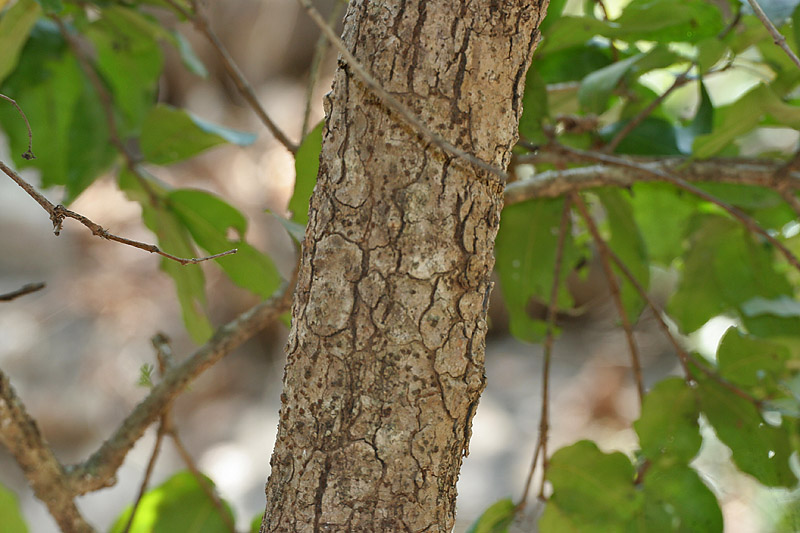
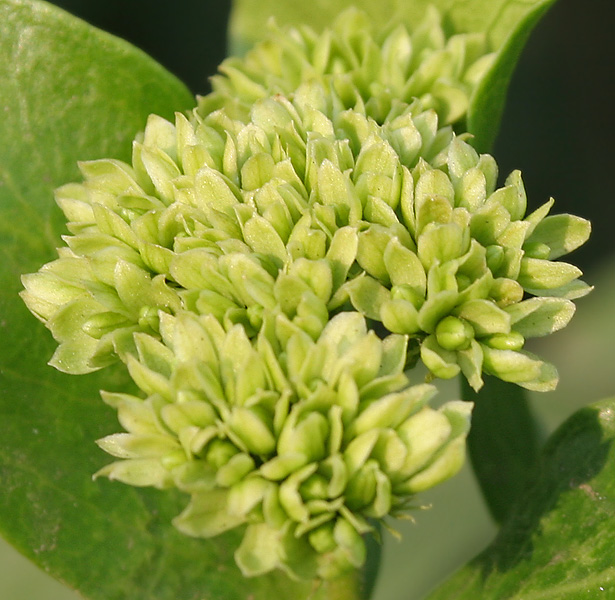
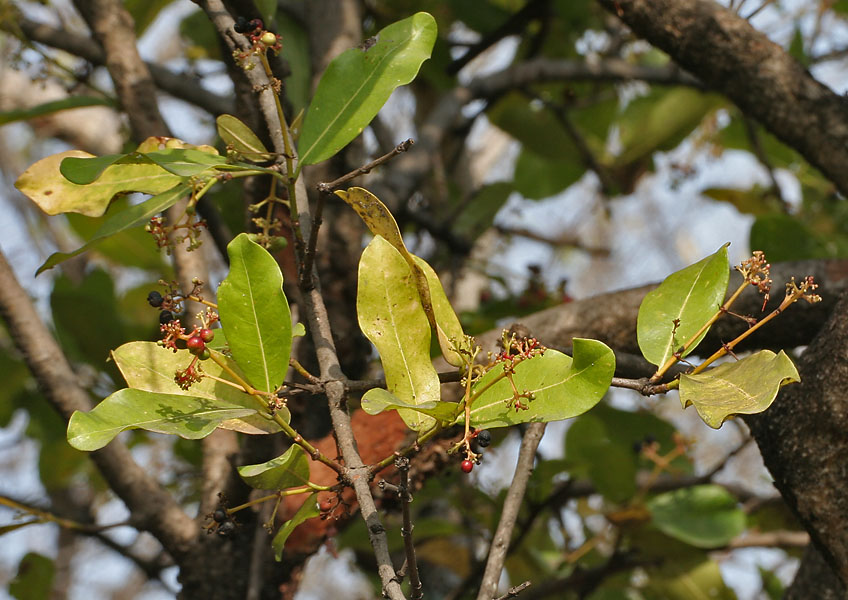
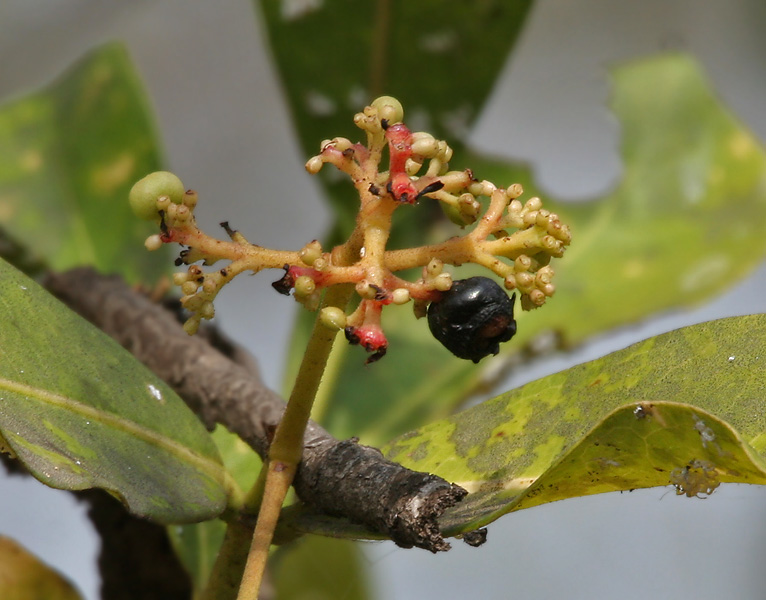
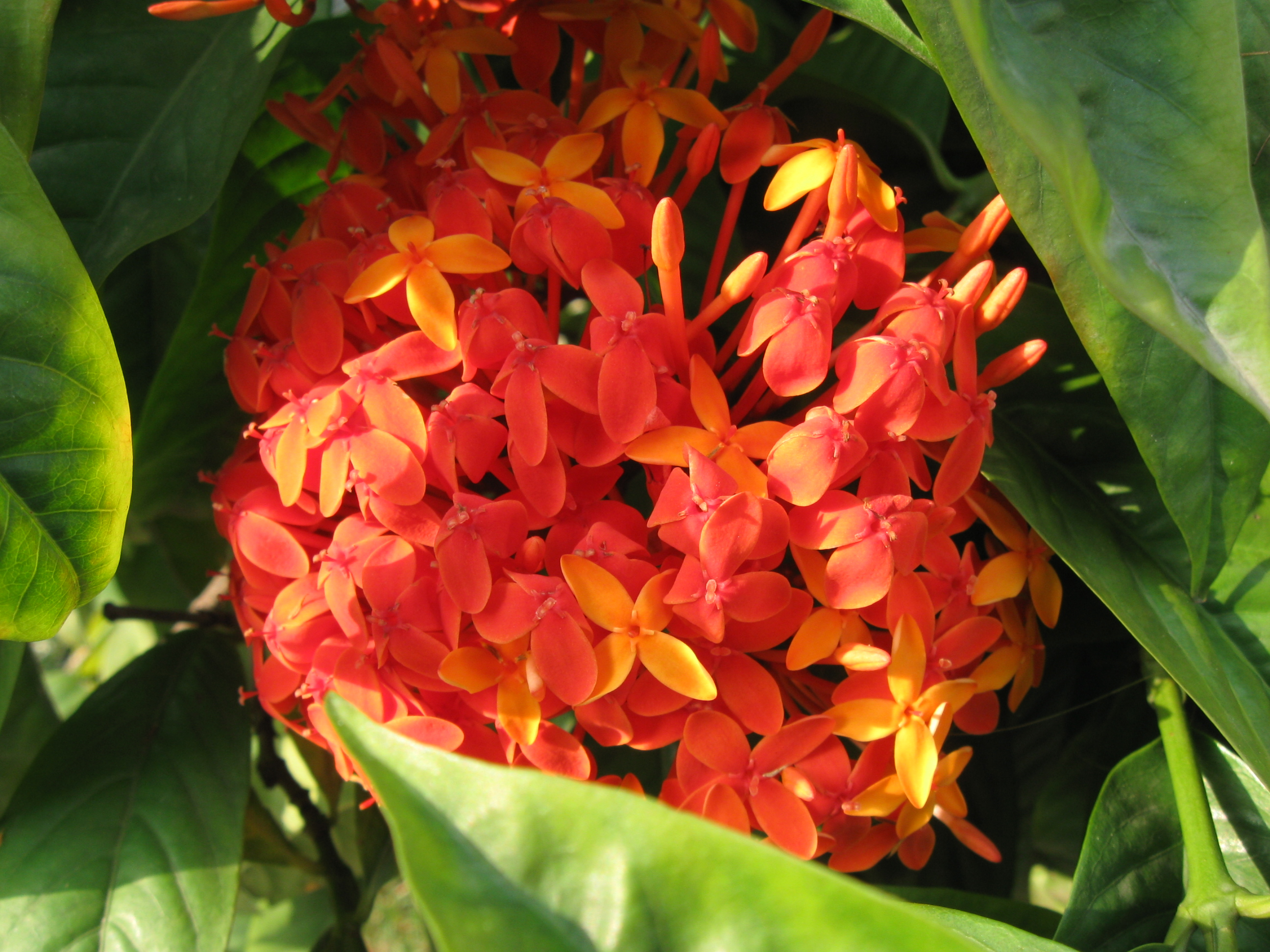
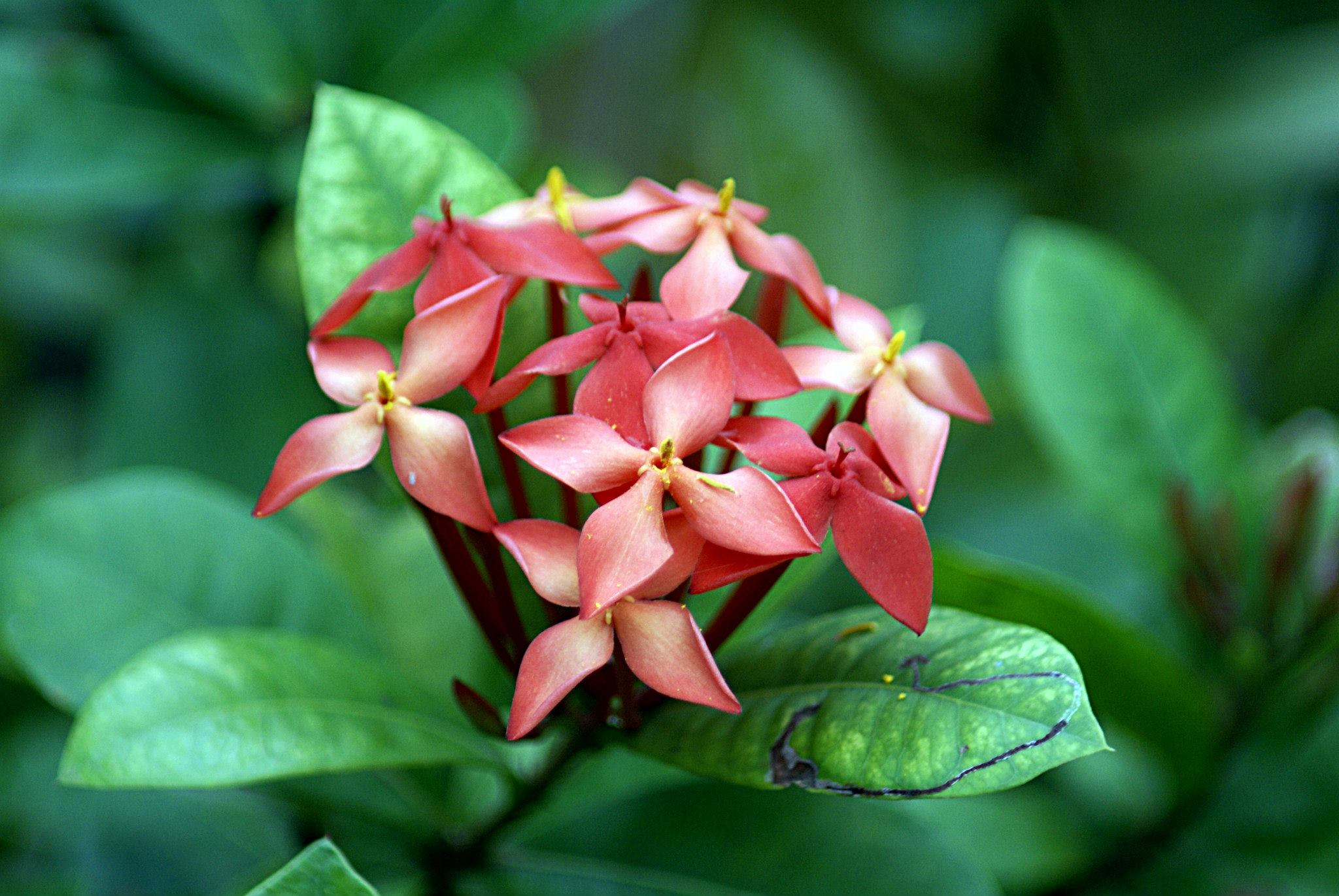
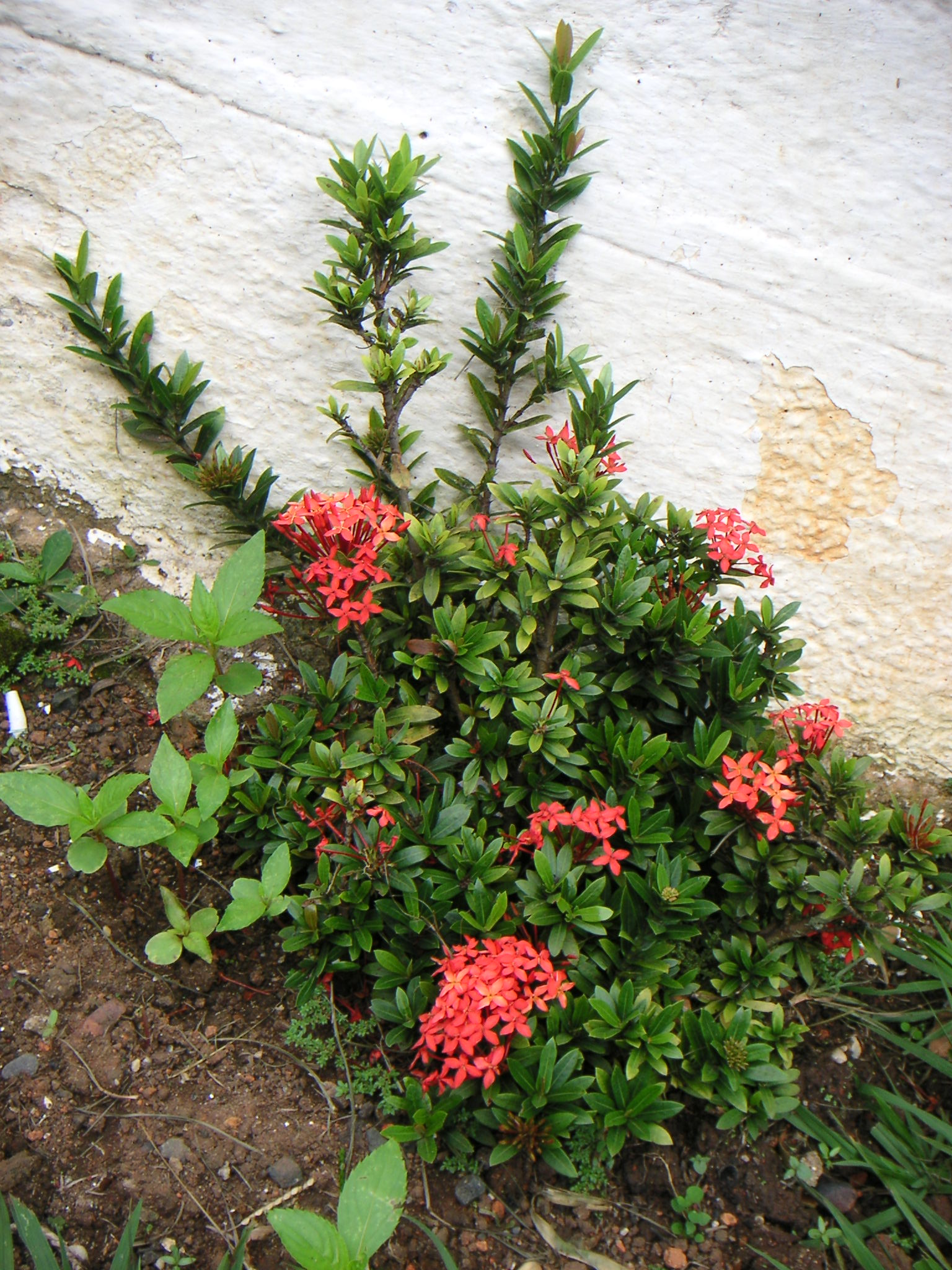
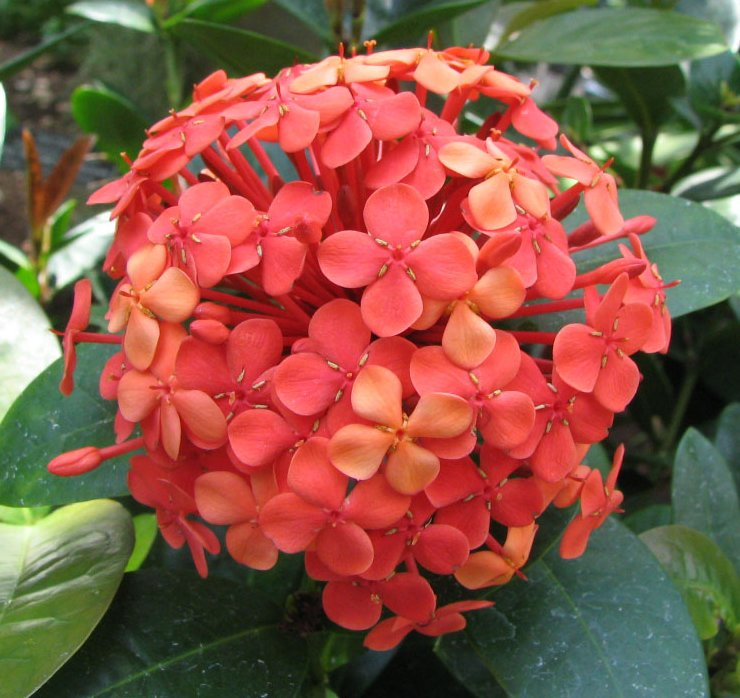
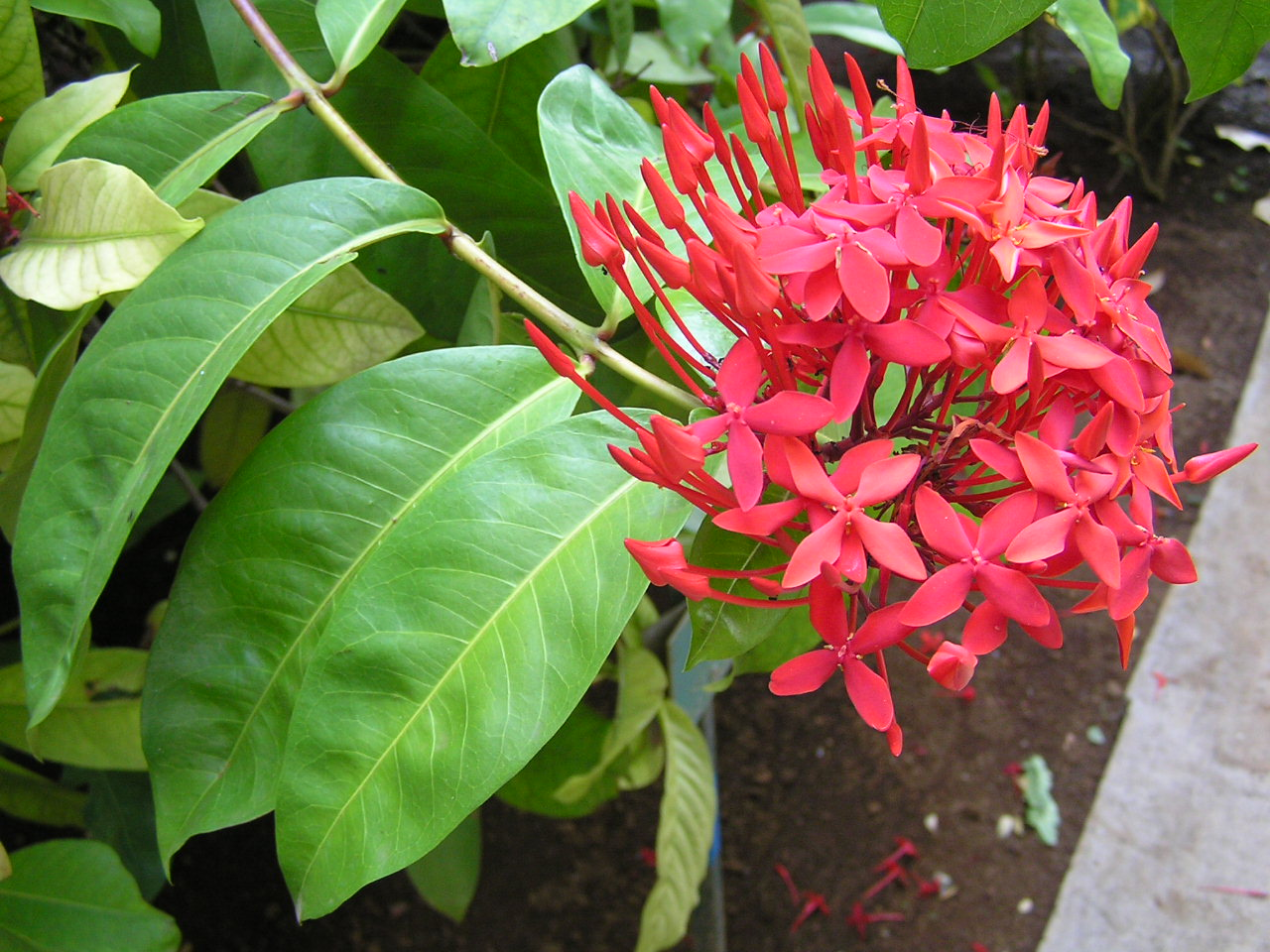
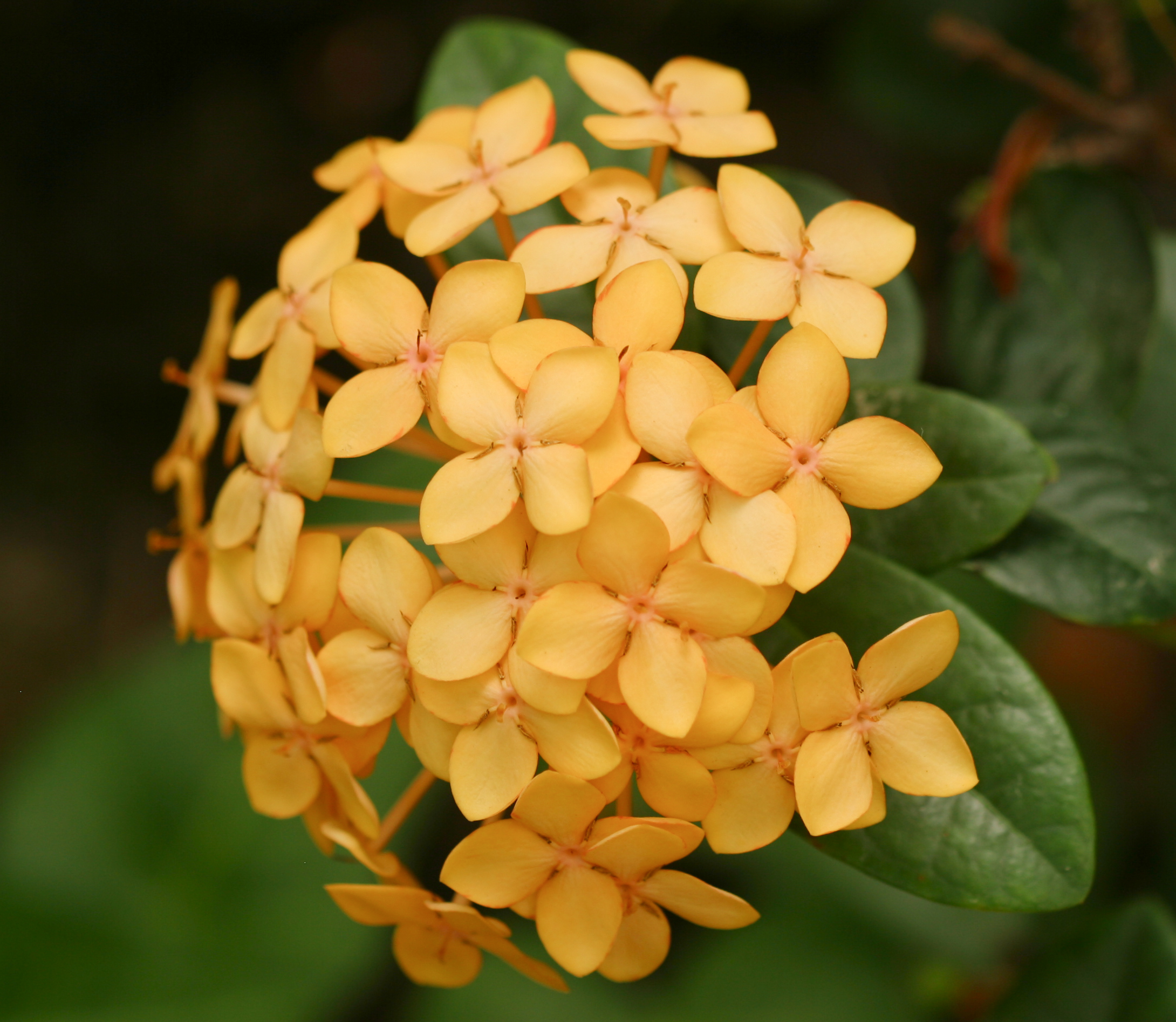
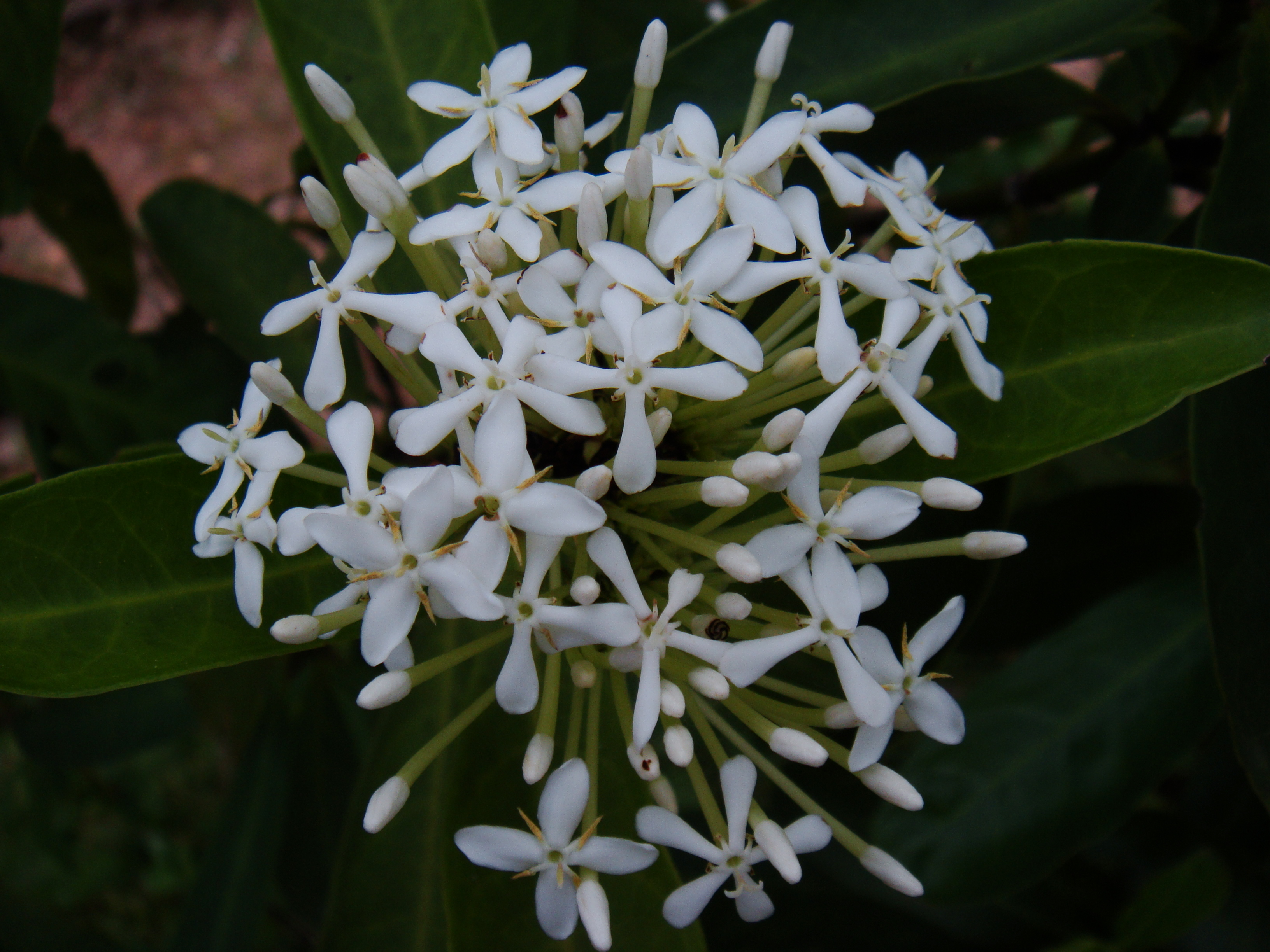
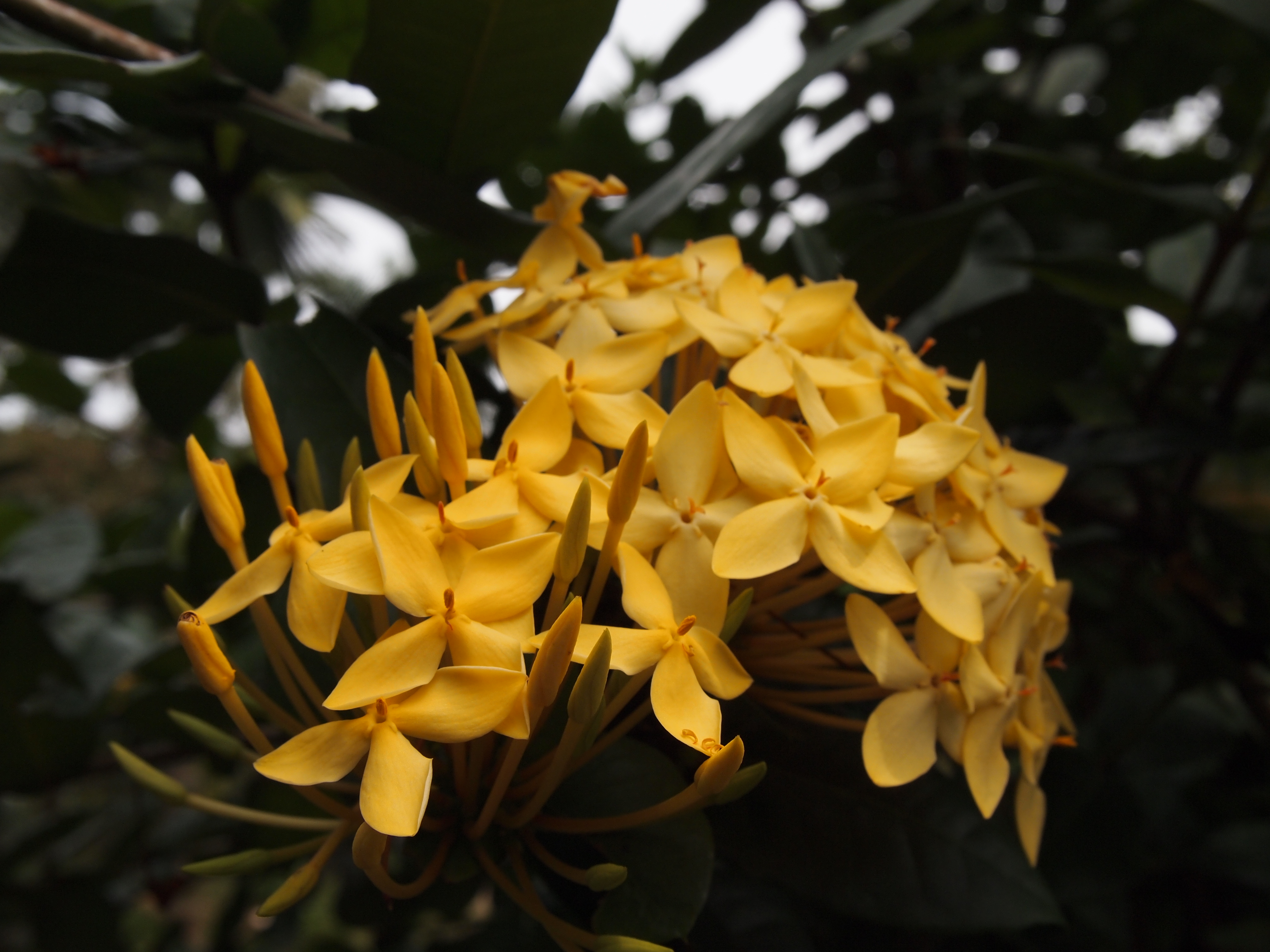
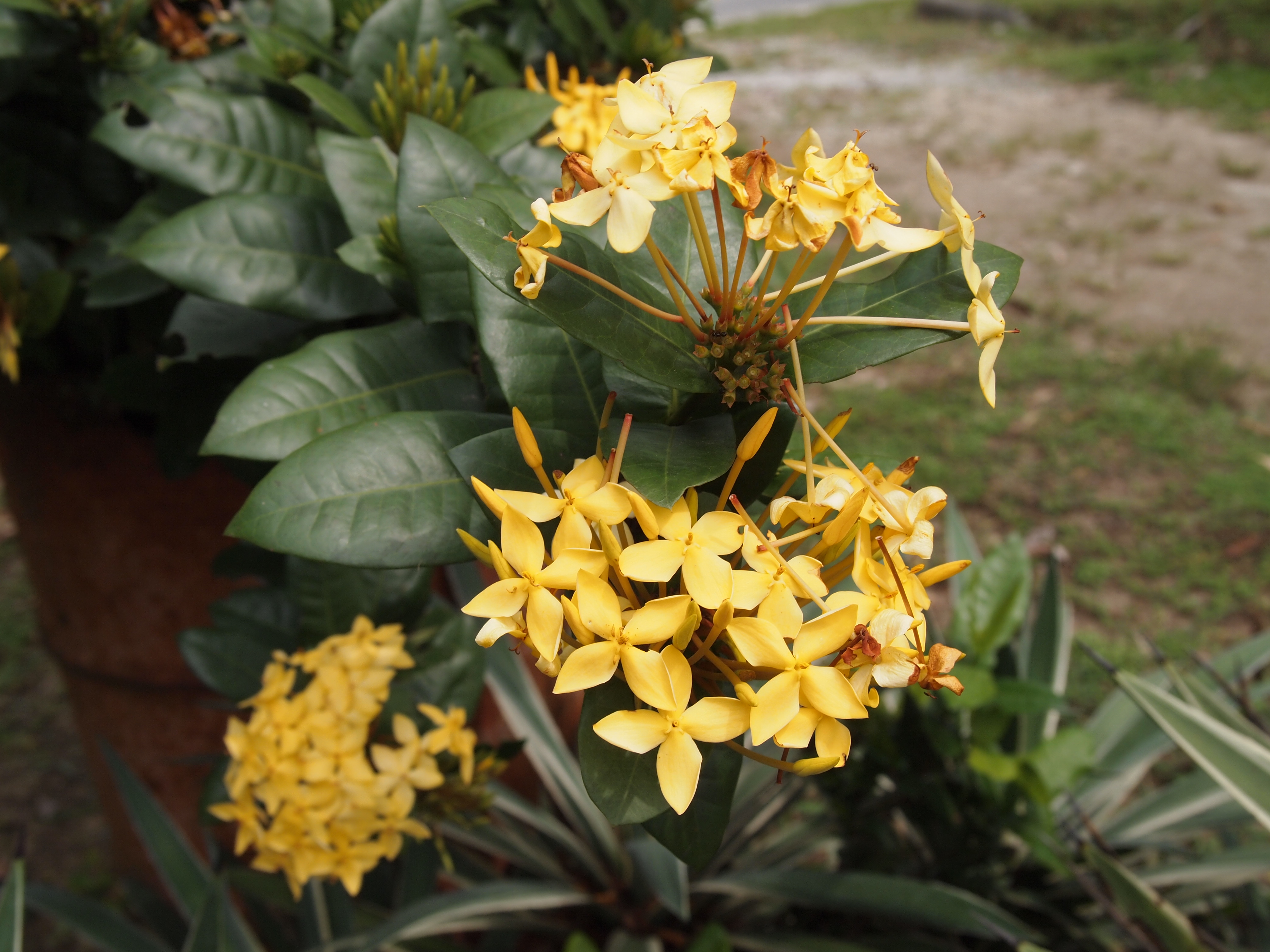
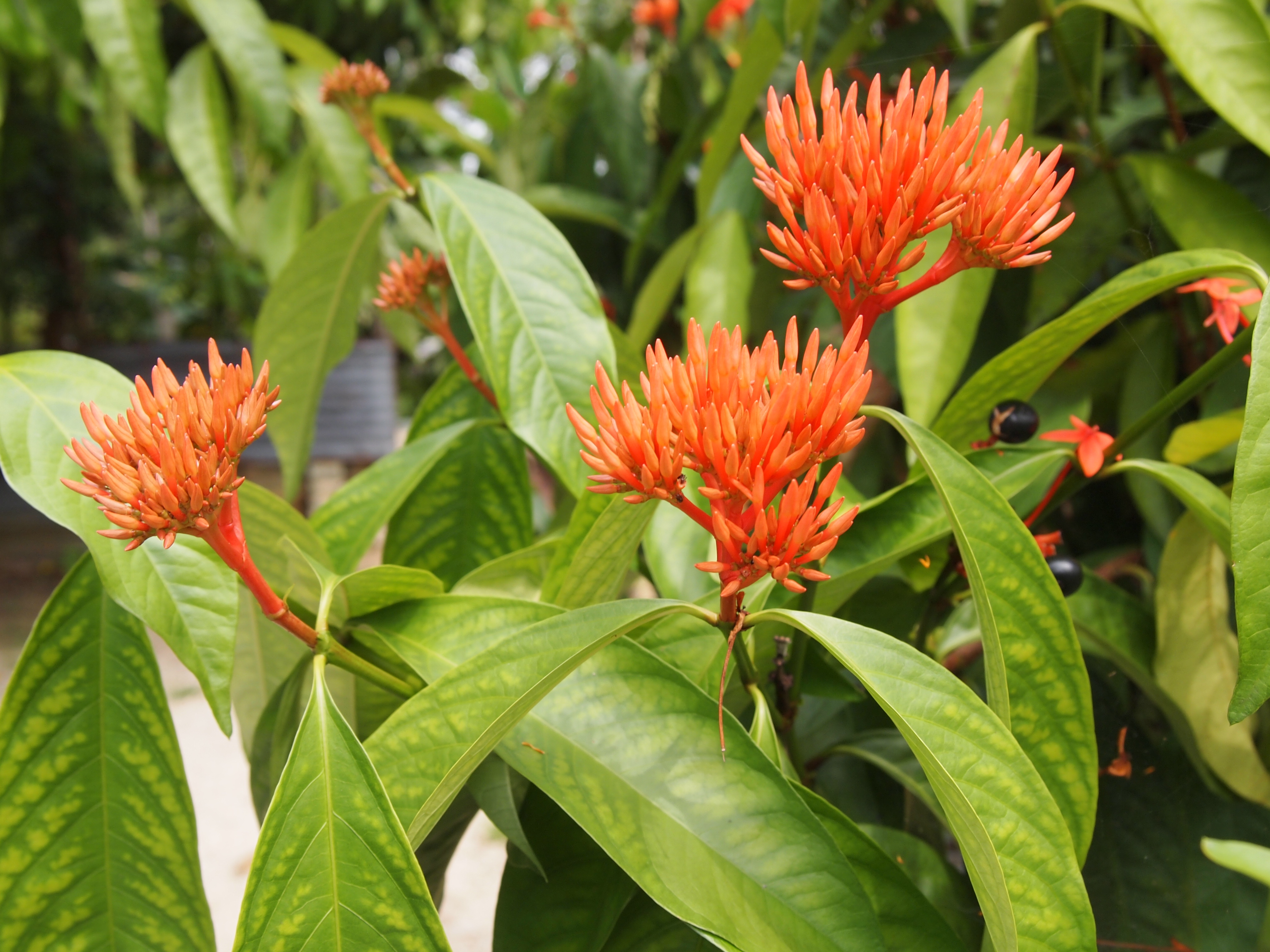
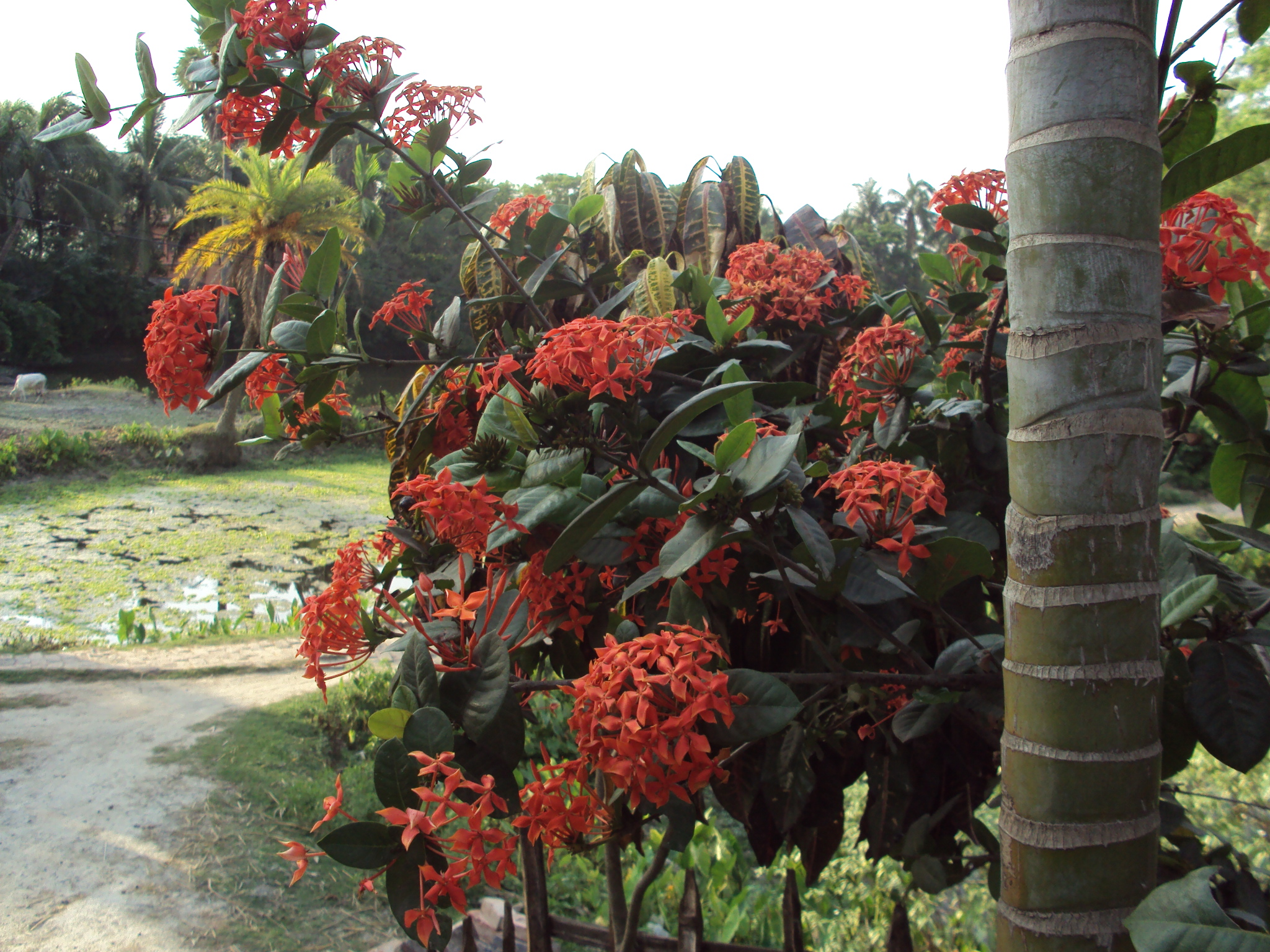